# Ilópolis
Ilópolis là một đô thị thuộc bang Rio Grande do Sul, Brasil. Đô thị này có diện tích 116,481 km², dân số năm 2007 là 4202 người, mật độ 36,07 người/km².